# 16. gorska divizija (Irak)
16. gorska divizija je gorska divizija Iraške kopenske vojske, ki spada pod okrilje Severnih sil IKV.

## Organizacija
- Štab
- 15. bataljon specialnih sil
- 15. komando bataljon
- 58. gorska brigada
- 59. gorska brigada
- 60. gorska brigada
- 61. gorska brigada
- 16. poljski artilerijski polk
- 16. poljski artilerijski polk
- 16. lokacijsko poveljstvo

- 16. bazna varnostna enota
- 16. vzdrževalna baza
- 16. motorizirani transportni polk

- 16. divizijski trenažni center